# Dimebag Darrell
Dimebag Darrell, nome artístico de Darrell Lance Abbott  (Dallas, 20 de agosto de 1966 – Columbus, 8 de dezembro de 2004), foi um músico norte-americano de heavy metal famoso por ser guitarrista das bandas Pantera e Damageplan. Dentre as principais influências musicais de Dimebag estavam: Kiss, Judas Priest, Randy Rhoads, Eddie Van Halen e Ace Frehley.
Abbott foi baleado e morto durante uma apresentação que fazia com Damageplan em 8 de dezembro de 2004 em Alrosa Villa em Columbus, Ohio. Foi classificado como nº1 pela revista inglesa Metal Hammer de maiores guitarristas do Metal. Os Fãs do Heavy Metal consideram Darrell como sendo um dos guitarristas mais técnicos e originais de todos os tempos.

## Juventude
Dimebag nasceu em Arlington, no Estado norte-americano do Texas, filho de Jerry Abbott, compositor de música country. Seu pai era dono de um estúdio de gravação na cidade de Pantego, Texas, onde Darrell viu a performance de muitos guitarristas de blues, inspirando-o mais tarde a aprender a tocar o instrumento. Logo, Abbott começou a participar de competições estaduais de guitarra e com 16 anos foi proibido de participar porque ganhava muitas vezes.

## Morte e repercussão
Em 8 de dezembro de 2004, Nathan Gale iniciou um tumulto durante um show da banda Damageplan no clube Alrosa Villa, na cidade de Columbus, Ohio, e atirou em Darrell, matando-o. Após isso, ele virou-se e começou a atirar em todos os que haviam subido no palco para pará-lo, matando também o fã Nathan Bray, que estava na plateia, o funcionário do clube Erin Halk e o chefe da segurança Jeff "Mayhem" Thompson, que trabalhavam no local. Foram baleados ainda um dos empresários da banda, Chris Paluska, e o técnico de bateria John “Kat” Brooks, que sobreviveram. Quinze pessoas foram atingidas, no total. O oficial de polícia James D. Niggemeyer respondeu rapidamente com tiros, matando Nathan Gale antes que ele fugisse ou matasse mais pessoas.
A repercussão do assassinato de Dimebag Darrell foi grande. No Brasil, durante o Jornal da Globo, da Rede Globo, o cronista Arnaldo Jabor chamou a todos os headbangers de "violentos e sujos". Muitas cartas foram enviadas à emissora em protesto aos comentários.
O enterro de Darrell foi realizado em uma cerimônia fechada à imprensa. Somente a família, Déborah B. e os amigos puderam assistir. No entanto, fãs do mundo inteiro fizeram vigília na sua casa no Texas, onde Dimebag Darrell passou sua infância, em um singelo ato de respeito ao guitarrista. Darrell foi enterrado em um caixão do Kiss com uma guitarra original enviada por Eddie Van Halen.

## O assassino
Os motivos que levaram Nathan Gale a cometer o crime nunca puderam ser completamente compreendidos, embora alguns relatem que, antes de atirar, ele gritou algo sobre a dissolução da banda Pantera, da qual o guitarrista Dimebag Darrell fazia parte. Aqueles que o conheciam afirmam que ele era um grande fã do Pantera e que ele sofria de problemas mentais, tendo inclusive sido medicado durante sua passagem pelo Exército americano, no qual serviu de fevereiro de 2002 a novembro de 2003, na Carolina do Norte, no cargo de mecânico. Especula-se que sua passagem pelo exército tenha sido problemática, pois as circunstâncias de sua saída não foram bem esclarecidas. Alguns manuscritos de Nathan revelaram que ele pode ter sofrido de esquizofrenia. Amigos seus dizem que ele chegou a ter um cachorro imaginário, o que confirmaria a tese. Entusiasta da tatuagem, foi dito que Nathan havia provocado uma pequena confusão ao tentar comprar uma máquina de tatuar na manhã daquele mesmo dia. Nathan jogava futebol americano no Lima Thunder, um time semi-profissional, e era conhecido por sempre ouvir músicas do Pantera ao se preparar antes do início das partidas.

## Homenagens
Em memória a Dimebag várias bandas, revistas, jornais, programas de TV e algumas celebridades, todas internacionais, se pronunciaram ou fizeram projetos em memória deste guitarrista. Dentre estas homenagens, uma das mais respeitadas é a música composta por Zakk Wylde da banda Black Label Society, em seu clipe In This River, Zakk e Darrell eram muito próximos. Uma outra homenagem também muito conhecida é a música Betrayed da banda Avenged Sevenfold do álbum City of Evil, que tenta retratar o que se passou com Nathan Gale, o assassino de Dimebag. A banda Nickelback gravou a música "Side Of A Bullet" em homenagem ao guitarrista, onde foram utilizados samples de estúdio do próprio Dimebag para o solo.
O Guitarrista Mark Tremonti (Creed / Alter Bridge), usa também uma guitarra com um adesivo de Darrell. Mark usa a guitarra em todos os shows, inclusive no DVD live houston 2009. A música "The Android of Notre Dame" do guitarrista Buckethead também é um tributo a Dimebag. A música "Dimebag" do compositor e cantor Blaze Bayley também é um tributo a Dimebag.

## Discografia
com Pantera
- Metal Magic (1983)
- Projects in the Jungle (1984)
- I Am the Night (1985)
- Power Metal (1988)
- Cowboys from Hell (1990)
- Vulgar Display of Power (1992)
- Far Beyond Driven (1994)
- The Great Southern Trendkill (1996)
- Reinventing the Steel (2000)

com Damageplan
- New Found Power (2004)

com Rebel Meets Rebel
- Rebel Meets Rebel (2004)
- The Hitz (2017)

## Tributos
No final de 2009, a revista britânica Metal Hammer lançou um CD tributo ao guitarrista. As bandas e as músicas escolhidas se encontram na lista abaixo:
1. Zakk Wylde - Suicide Note Part 1
2. Black Label Society - In This River
3. Machine Head - Fucking Hostile
4. Malefice - I'm Broken
5. Avenged Sevenfold - Walk
6. Evile - Cemetery Gates
7. Five Finger Death Punch - A New Level
8. Biohazard - Mouth for War
9. Sylosis - Strength Beyond Strength
10. Chimaira - Slaughtered
11. Unearth - Sandblasted Skin
12. Throwdown - Becoming
13. Kiuas - This Love
14. This is Hell - Rise
15. Nonpoint - 5 Minutes Alone*
16. Bullet for my Valentine - Domination

- * faixa bônus online

## Literatura
- Armold, Chris: A Vulgar Display Of Power: Courage and Carnage At The Alrosa Villa, MJS Music & Entertainment LLC, 2007, ISBN 978-0976291770 (entrevista com o autor)